# West Lynn
West Lynn är en by i unparished area King's Lynn, i distriktet King's Lynn and West Norfolk, i grevskapet Norfolk i England. Byn är belägen 2 km från King's Lynn. West Lynn var en civil parish fram till 1935 när blev den en del av Kings Lynn och Clenchwarton. Civil parish hade 931 invånare år 1931.